# Cazador de Mexico
 (janvier 2020).
Si vous disposez d'ouvrages ou d'articles de référence ou si vous connaissez des sites web de qualité traitant du thème abordé ici, merci de compléter l'article en donnant les références utiles à sa vérifiabilité et en les liant à la section « Notes et références ».
Les Cazadores de Mexico furent créés lors de l'expédition du Mexique sur le modèle des chasseurs de Vincennes en juin 1866. Il s'agissait d'un corps franco-mexicain, les cadres (officiers et sous-officiers) étaient Français, la troupe mexicaine.
Les Français éprouvèrent des difficultés à trouver des cadres et il fallut des facilités d'avancement pour encourager le recrutement. En outre la moitié des cadres étaient Mexicains.
Les Cazadores participèrent au combat de Miahualtan le 3 octobre 1866.
Début 1867, avec le départ des troupes étrangères, faute de financement, les Cazadores furent réduits de neuf à deux bataillons.
Une compagnie des Cazadores participa à la bataille de Queretaro